# Seleção Dominiquense de Futebol
A Seleção Dominiquense de Futebol representa Dominica nas competições de futebol da FIFA.
Nunca participou de uma Copa do Mundo, nem de uma Copa Ouro da CONCACAF, e jogaram 2 edições da Copa do Caribe (1994 e 1998), caindo em ambas na primeira fase.

## História
O primeiro jogo da Seleção Dominiquense foi em 1932, contra a Martinica, que terminou em 5 a 0 para os Papagaios.
A maior vitória foi um 10 a 0 sobre as Ilhas Virgens Britânicas, em jogo realizado na República Dominicana; já a maior goleada sofrida foi também um 10 a 0, desta vez a favor do México, em 2004. O estádio onde a seleção manda as partidas é o Windsor Park, situado na capital Roseau e que possui 12 000 lugares.

## Copa do Mundo
- 1930 a 1994 – não se inscreveu.
- 1998 a 2022 – não se qualificou.

## Copa Ouro
- 1991 – não se inscreveu.
- 1993 a 2002 – não se qualificou.
- 2003 – desistiu durante as Eliminatórias.
- 2005 a 2023 – não se qualificou.

## Copa do Caribe
- 1989 a 1990 – não se qualificou.
- 1991 – não se inscreveu.
- 1992 a 1993 – não se qualificou.
- 1994 – 1ª fase.
- 1995 a 1997 – não se qualificou.
- 1998 – 1ª fase.
- 1999 a 2017 – não se qualificou.

## Recordes
28 de março de 2023
Jogadores em negrito ainda em atividade pela Seleção Dominiquense.
| #  | Jogador            | Partidas | Gols | Em atividade |
| -- | ------------------ | -------- | ---- | ------------ |
| 1  | Glenson Prince     | 69       | 0    | 2005–        |
| 2  | Chad Bertrand      | 49       | 5    | 2010–        |
| 3  | Malcolm Joseph     | 46       | 1    | 2011–        |
| 4  | Briel Thomas       | 45       | 6    | 2013–        |
| 5  | Julian Wade        | 44       | 20   | 2010–        |
| 6  | Travist Joseph     | 33       | 2    | 2015–        |
| 7  | Euclid Bertrand    | 32       | 0    | 1998–        |
| 7  | Sidney Lockhart    | 32       | 0    | 2014–        |
| 9  | Hubert Prince      | 29       | 0    | 2010–2019    |
| 10 | Anfernee Frederick | 26       | 2    | 2014–        |

| # | Jogador          | Gols | Partidas | Média por jogo | Em atividade |
| - | ---------------- | ---- | -------- | -------------- | ------------ |
| 1 | Julian Wade      | 20   | 44       | 0.45           | 2010–        |
| 2 | Kurlson Benjamin | 14   | 24       | 0.58           | 2008–2018    |
| 3 | Kelly Peters     | 9    | 16       | 0.56           | 1999–2011    |
| 4 | Vincent Casimir  | 6    | 11       | 0.55           | 2000–2004    |
| 4 | Briel Thomas     | 6    | 45       | 0.13           | 2013–        |
| 6 | Mitchell Joseph  | 5    | 20       | 0.25           | 2005–2015    |
| 6 | Chad Bertrand    | 5    | 49       | 0.1            | 2010–        |
| 8 | Peter Greenaway  | 4    | 8        | 0.5            | 1993–2001    |
| 8 | Audel Laville    | 4    | 14       | 0.29           | 2018–        |
| 8 | Randolph Peltier | 4    | 20       | 0.2            | 2004–2019    |

## Treinadores
- Clifford Celaire (1996)
- Helmut Kosmehl (2000)
- Don Leogal (2004)
- Clifford Celaire (2005–2006)
- Christopher Ericson (2008–2009)
- Kurt Hector (2009–2013)[4]
- Ronnie Gustave (2013–2014)
- Shane Marshall (2014–2017)
- Rajesh Latchoo (2017–2022)[5]
- Ellington Sabin (2023–)